# Кулаш
Кулаш — деревня в Юргамышском районе Курганской области. Входит в состав Кислянского сельсовета.

## История
До 1917 года в составе Окунëвской волости Челябинского уезда Оренбургской губернии. По данным на 1926 год состояла из 152 хозяйств. В административном отношении являлась центром Кулашского сельсовета Каргапольского района Шадринского округа Уральской области.

## Население
| 1989 | 2002 | 2010 |
| ---- | ---- | ---- |
| 177  | ↘164 | ↘77  |

По данным переписи 1926 года в деревне проживало 683 человека (315 мужчин и 368 женщин), в том числе: русские составляли 99 % населения.